# Eschwiller
Eschwiller (Eschweiler in tedesco) è un comune francese di 185 abitanti situato nel dipartimento del Basso Reno nella regione del Grand Est.

## Società

### Evoluzione demografica
Abitanti censiti